# Efrem I (metropolita kijowski)
Efrem I – metropolita kijowski od ok. 1054 do ok. 1065.

## Życiorys
Był z pochodzenia Grekiem. Objął urząd metropolity kijowskiego w 1054 lub 1055 (pod tą datą wymieniany jest w kronikach ruskich). Istnieje teza, iż objęcie przez niego katedry nastąpiło po wymuszonym przez Bizancjum odsunięciu metropolity Hilariona, z pochodzenia Rusina, wyznaczonego przez Jarosława Mądrego bez zgody patriarchy Konstantynopola.
Efrem zasiadał w cesarskim senacie Bizancjum i posiadał godność protoproedrosa. Dokonał również poświęcenia kamienia węgielnego pod sobór Mądrości Bożej w Kijowie. Inne źródła przypisują dokonanie tego aktu metropolicie perejasławskiemu o tym samym imieniu. Urząd metropolity kijowskiego najprawdopodobniej sprawował do ok. 1061.